# 반딧불이의 묘
《반딧불이의 묘》(火垂るの墓)는 소설 반딧불이의 무덤을 바탕으로 만든 타카하타 이사오 감독의 영화로, 과거전쟁에서부터 현대인의 문제까지 접근해 전쟁의 가해자가 아닌 피해자로서의 일본을 그린 1988년 애니메이션이다.

## 줄거리
1945년 9월의 어느 날, 세이타는 자신이 죽었다는 독백을 하며 이야기가 시작 된다. 세이타는 14살, 4살 여동생 세츠코와는 해군 아버지를 둔 남매였다. 2차 세계대전, 일본의 한 마을에 폭격기로 인한 대공습이 일어나게 되고, 세이타는 여동생 세츠코를 업고 피신한다. 결국, 집과 어머니를 잃고 먼 친척 아주머니의 집에서 신세를 지게 되었다. 하지만, 시간이 지날수록 친척 아주머니의 남매에 대한 냉대는 더욱 심해졌고, 세이타는 어머니가 남겨주었던 마지막 여비를 챙겨 세츠코와 함께 산 속에 있는 동굴로 거처를 옮긴다. 두 남매는 반딧불이로 어둠을 밝히며 힘들게 생활한다. 결국 먹을 것이 떨어진 세이타는 폭격으로 혼란스러운 틈을 타 다른 집의 물건을 훔쳐 팔며 돈을 벌게 된다. 그러던 어느 날, 세이타는 전쟁에서 일본이 패배하였으며 해군 아버지의 사망 소식을 접한다. 엎친데 덮친 격으로, 동생 세츠코는 영양실조에 걸리고 만다. 하지만 세이타가 가까스로 구해온 음식을 세츠코는 제대로 먹지 못하며 세이타가 보는 앞에서 죽음을 맞는다. 영혼으로 돌아 다니는 세이타와 세츠코의 모습으로 이야기는 끝이 난다.

## 등장인물
- 세이타 (타츠미 츠토무. 김일)
- 세쓰코 (시라이시 아야노. 김서영)
- 엄마 목소리 (시노하라 요시코)
- 야마구치 아케미

## 감독의 의도
다카하타 이사오는 이 작품에 대하여 "반전 아니메 따위가 절대 아니다. 그런 류의 메시지는 일절 포함하지 않았다." 되풀이해 말하고 있지만("결코 단순한 반전영화 따위가 아니요, 최루성의 불쌍한 전쟁 희생자에 대한 이야기도 아니다. 전쟁의 시대를 살아간 극히 평범한 어린이가 걸은 비극의 이야기를 그렸다."고도 함), 실상 반전 아니메로서 받아들여져 있음에는 할 수 없는 일이라고 말하였다. 또한 본인은 이 영화를 심중물로서 표현하고 있으며 "전쟁의 비참함을 끌어낸다라고 하면 좀더 극단적이지 않으면 안 되지 않느냐."고 말하기도 했다. 다카하타는 또한 2인 형제가 닫힌 가정생활의 구축에는 성공했지만, 주의의 사람들과 공생을 거절하여 사회생활에 실패해 버린 모습은 현대를 사는 사람들에도 통하는 것이라고 해설하며, 특히 고교생부터 20대까지의 젊은 세대의 공감을 불러일으키기를 기대한다고 했다. 아울러 "당시는 몹시도 억압적이던, 사회생활에서도 최저최악의 '전체주의'가 옳다고 받아들여진 시대. 세이타는 그런 전체주의의 시대에 저항하여 세쓰코와 둘만의 '순수한 가족'을 만들려고 하지만, 그런 것이 가능한가, 가능하지 않으니까 세이타는 세쓰코를 죽음으로 몰아넣고 만다. 다만 우리들이 과연 이를 비판할 수 있는가. 우리 현대인이 심정적으로 세이타에 공감하게끔 된 것은 시대가 역전했기 때문입니다. 언젠가 또 시대가 재역전한다면, 저 미망인(친척 아주머니) 이상 세이타를 규탄하는 목소리가 대세를 점할지 모르게 되니까, 나는 섬찟한 기분이 듭니다."고 말하였다.

## 같이 보기
- 일본 본토 공습